# Qin Qi
 (février 2010).
Si vous disposez d'ouvrages ou d'articles de référence ou si vous connaissez des sites web de qualité traitant du thème abordé ici, merci de compléter l'article en donnant les références utiles à sa vérifiabilité et en les liant à la section « Notes et références ».
Qin Qi (?-200) : Officier de Xiahou Dun. Protège la cinquième porte menant à la rivière Huang depuis le palais de Cao Cao. Il est le dernier officier à tenter d'empêcher la fuite de Guan Yu, mais ne peut visiblement pas rivaliser avec le grand général.